# ホーンズビー・シャイア
ホーンズビー・シャイア（Hornsby Shire）は、オーストラリア・ニューサウスウェールズ州の地方公共団体。

## 概要
ホーンズビー・シャイアの市役所が設けられているホーンズビーはシドニー中心業務地区（CBD）から北西25キロメートルに位置している。市域の南部は、大都市シドニーと一体化した都市部であるが、南北に細長い市域は北に行くにつれ自然が多く残されている。
市の南端部は、シティ・オブ・パラマッタ、シティ・オブ・ライドと接する。
市域の東部をパシフィック・ハイウェイが縦断し、メトロード1号線とシティレールは、シティ・オブ・ゴスフォードのサバーブであるムーニー・ムーニーにつながる。北東部に位置するコワン川（en）がワーリンガー・カウンシル、クー＝リン＝ガイ・カウンシルとの境界を形成する。市域の北辺はホークスベリー川であり、北隣はシティ・オブ・ゴスフォードとなる。オールド・グレート・ノース・ロードが市域の西辺を形成し、ザ・ヒルズ・シャイアとの境界となっている。

## 構成サバーブ
ホーンズビー・シャイアは、以下のサバーブで構成されている。記事の理解のため、議会の3つの選挙区に基づいて、サバーブを分類している。
選挙区A（いわゆる北部地区）
- ワイズマンズ・フェリー（Wisemans Ferry）
- マルータ（Maroota）
- ロートンデール（Laughtondale）
- カヌーランズ（Canoelands）
- フォレスト・グレン（Forest Glen）
- ミルソンズ・パッセージ（Milsons Passage）
- デンジャー・アイランド（Danger Island）
- ブルックリン（Brooklyn）
- コワン（Cowan）
- ベロウラ（Berowra）
- ベロウラ・クリーク（Berowra Creek）
- ベロウラ・ウォーターズ（Berowra）
- ベロウラ・ハイツ（Berowra Heights）
- フィドルタウン（Fiddletown）
- アルカディア（Argadia）
- グレノリー（Grenorie）
- ミドル・ドゥラル（Middle Dural）
- ギャルストン（Galstone）
- ベリリー（Berrilee）
- マウント・クーリン＝ガイ（Mount Kuring-gai）
- ホーンズビー・ハイツ（Hornsby Heights）
- マウント・コラ（Mount Colah）
- アスキス（Asquith）
- ドゥラル（Dural）
- グレンヘイヴン（Glenhaven）

選挙区B（いわゆる中部）
- ホーンズビー（Hornsby）
- ワイタラ（Waitara）
- ウォールーンガ（Wahroonga）
- ウェストリー（Westleigh）
- ノーマンハースト（Normanhurst）
- チェリーブルック（Cherrybrook）
- キャッスル・ヒル（Castle Hill）

選挙区C（いわゆる南部）
- ソーンリー（Thornleigh）
- ペナント・ヒルズ（Pennant Hills）
- ペナント・ヒルズ（West Pennant Hills）
- ビークロフト（Beecroft）
- チェルテナム（Cheltnham）
- ノース・エッピング（North Epping）
- エッピング（Epping）
- カーリングフォード（Carllingford）
- イーストウッド（Eastwood）

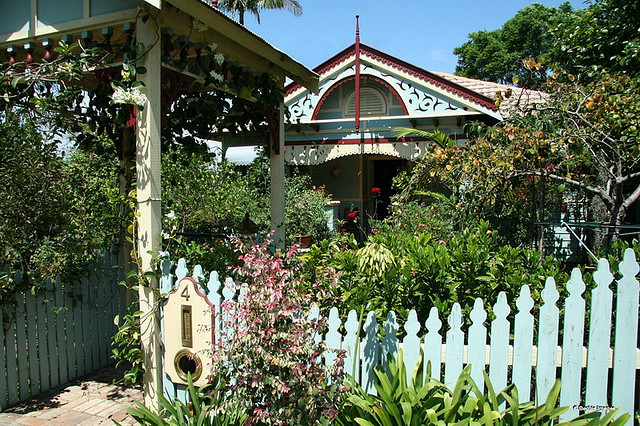
アスキスのコテージ
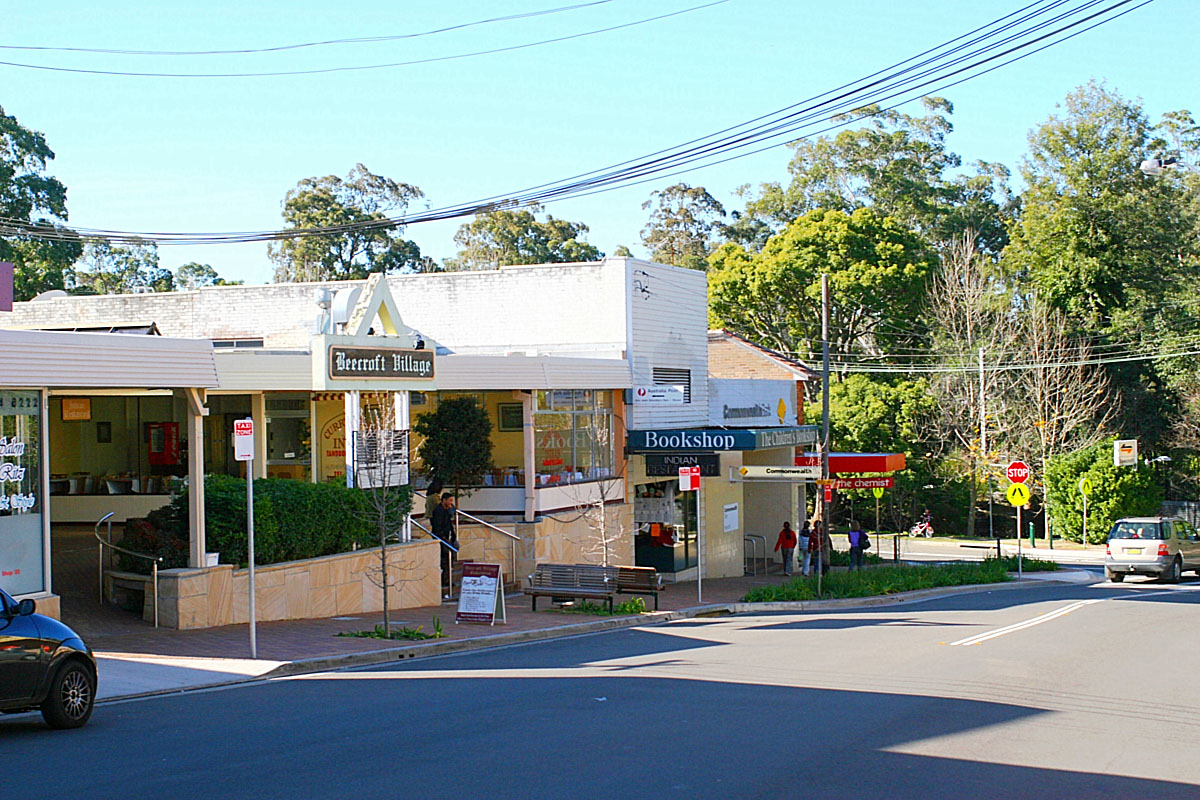
ビークロフトのショッピングセンター
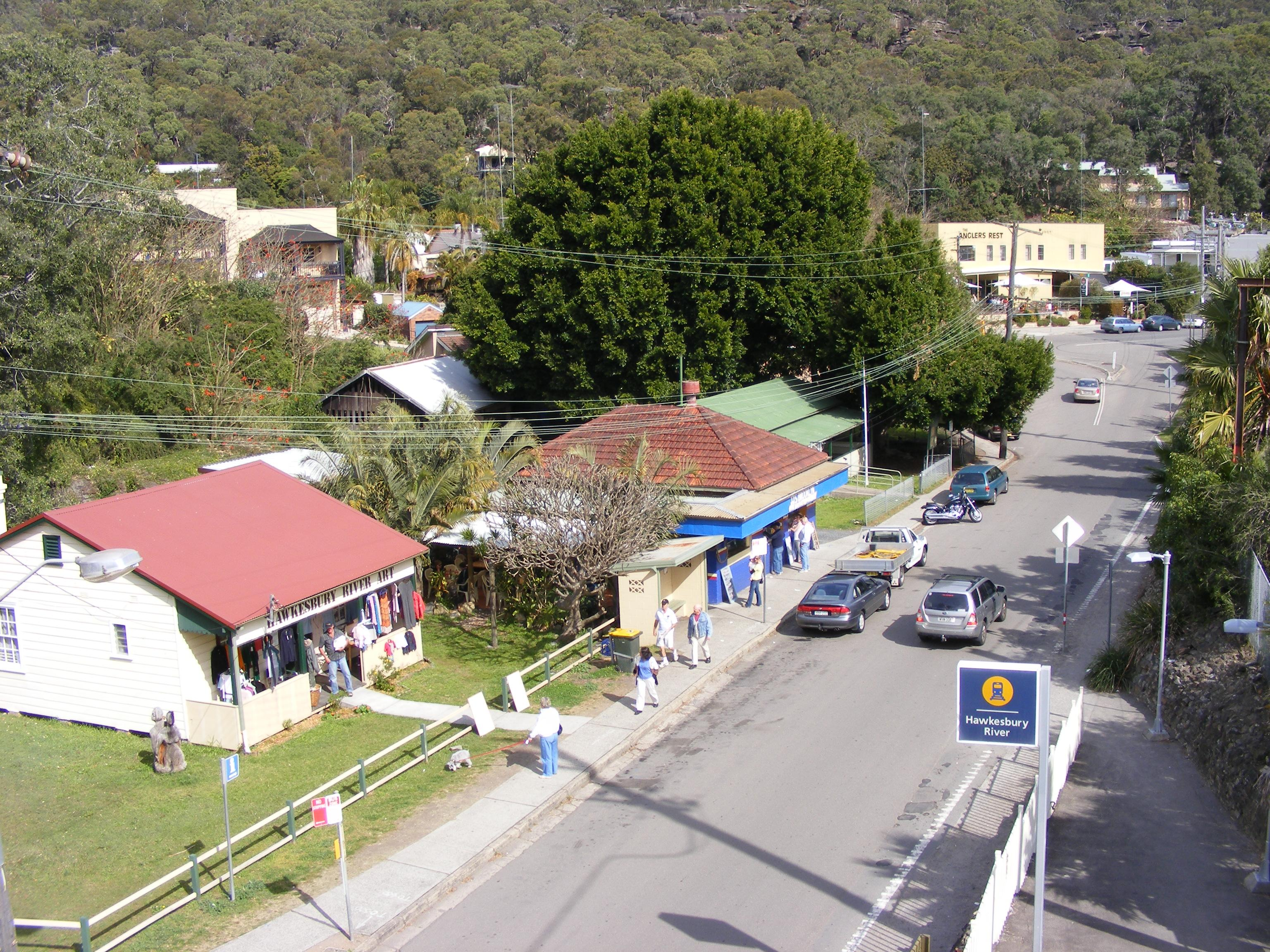
ブルックリンのメインストリート
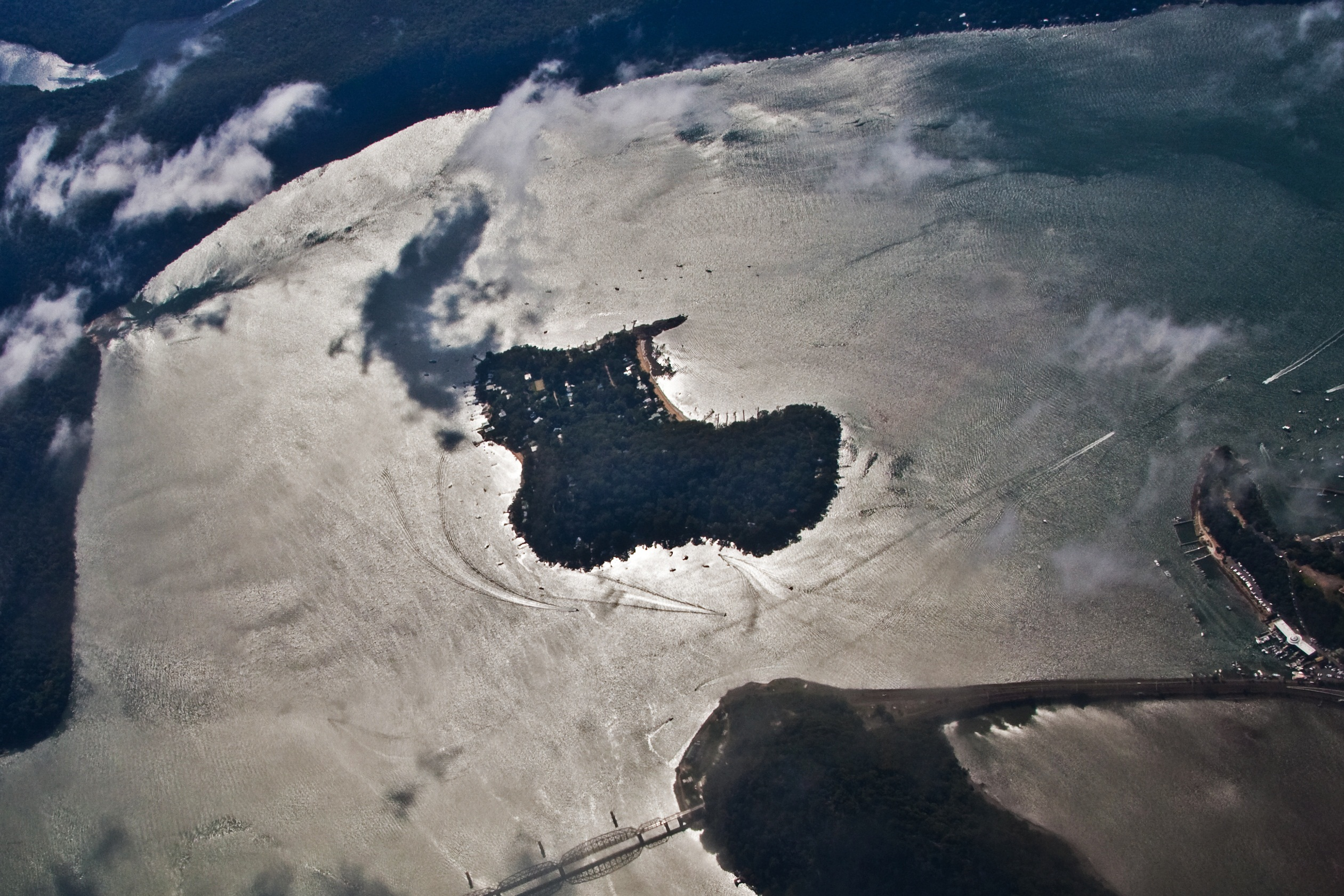
デンジャー・アイランド
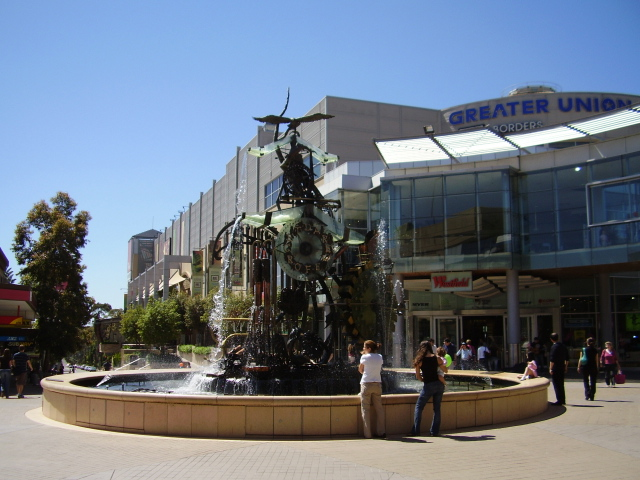
マウント・クーリン＝ガイ
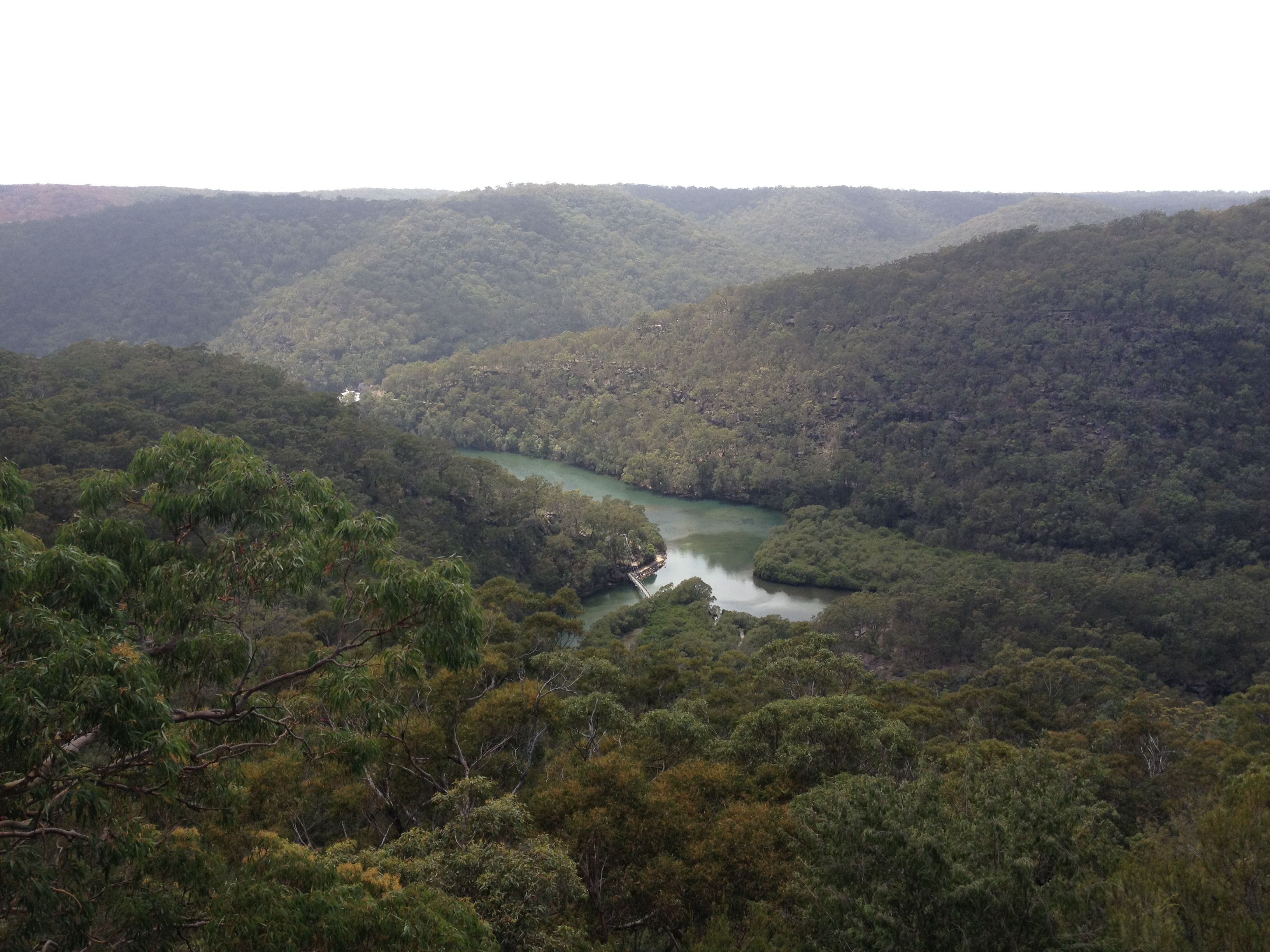
ボビン・ヘッドからの眺望（マウント・コラ）
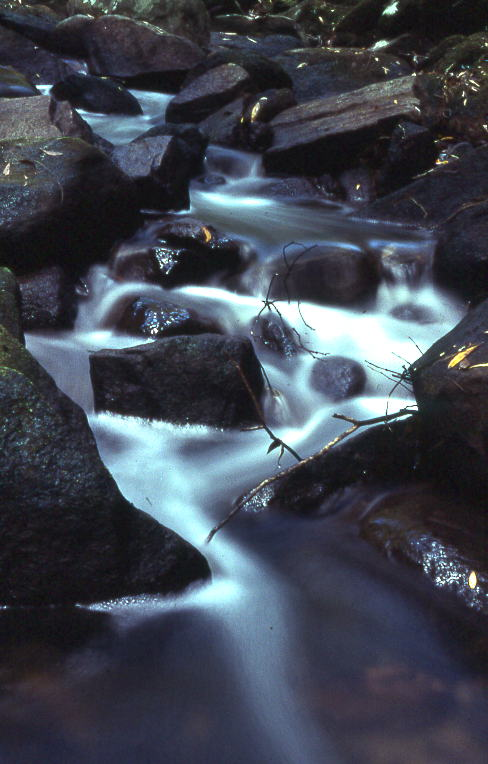
マウント・クーリン＝ガイ
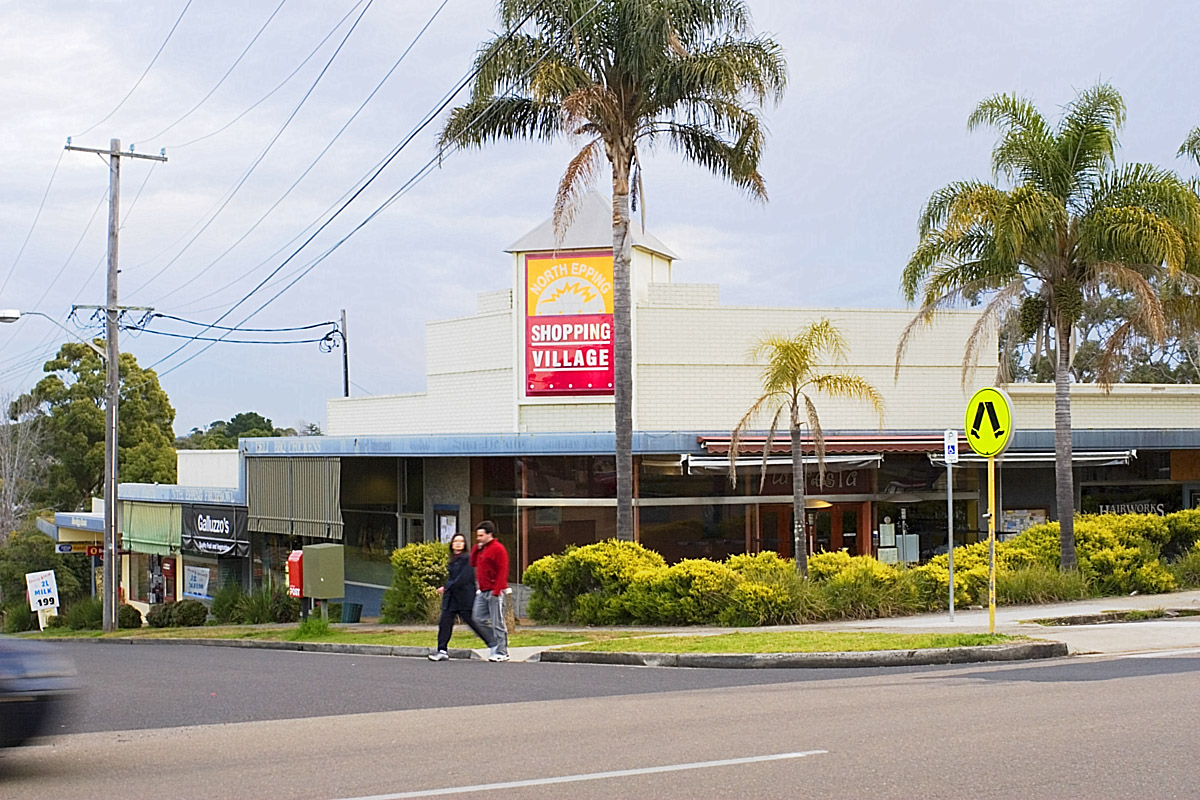
ノース・エッピング
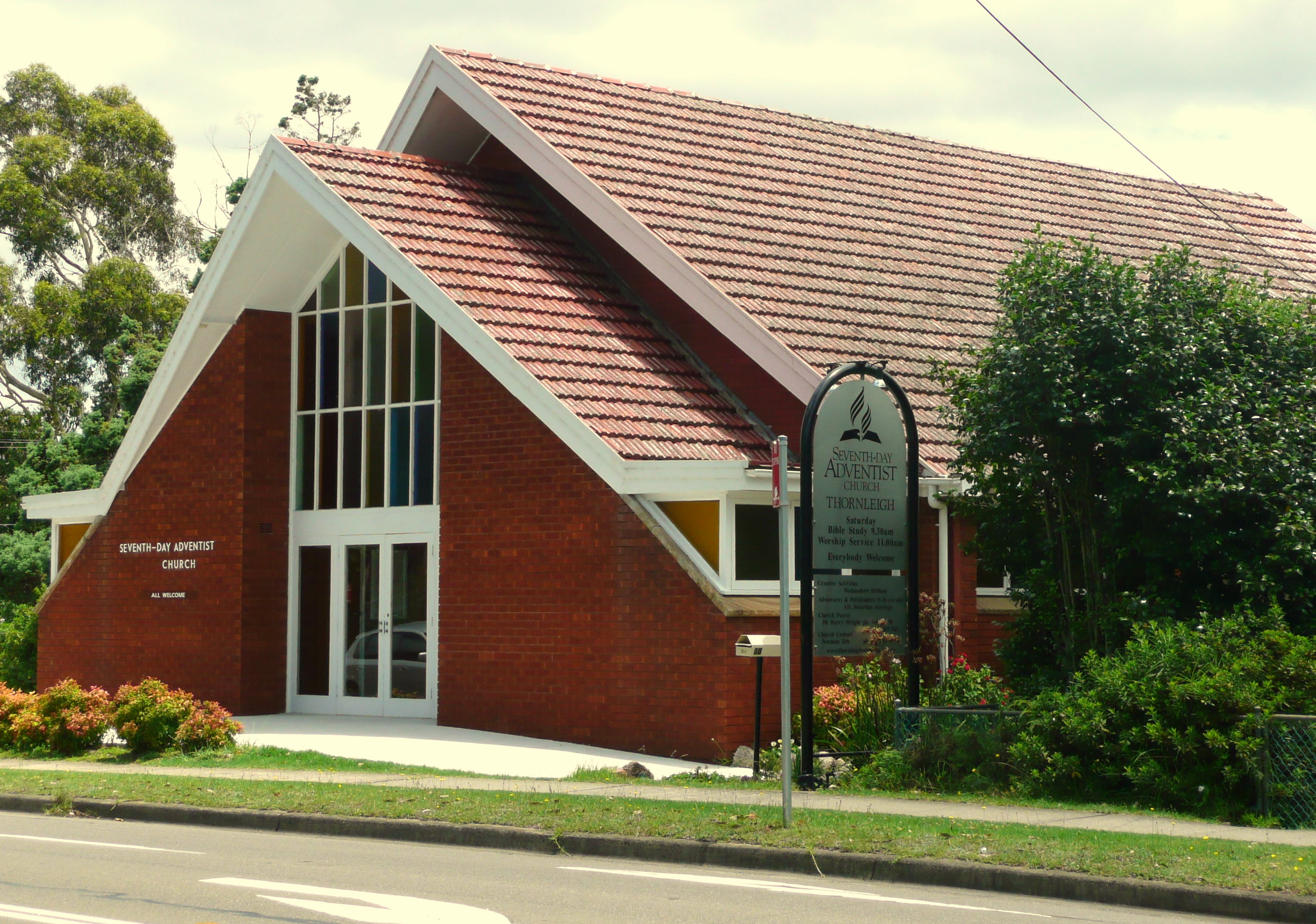
セブンデイ・アデヴェンティスト教会（ソーンリー）
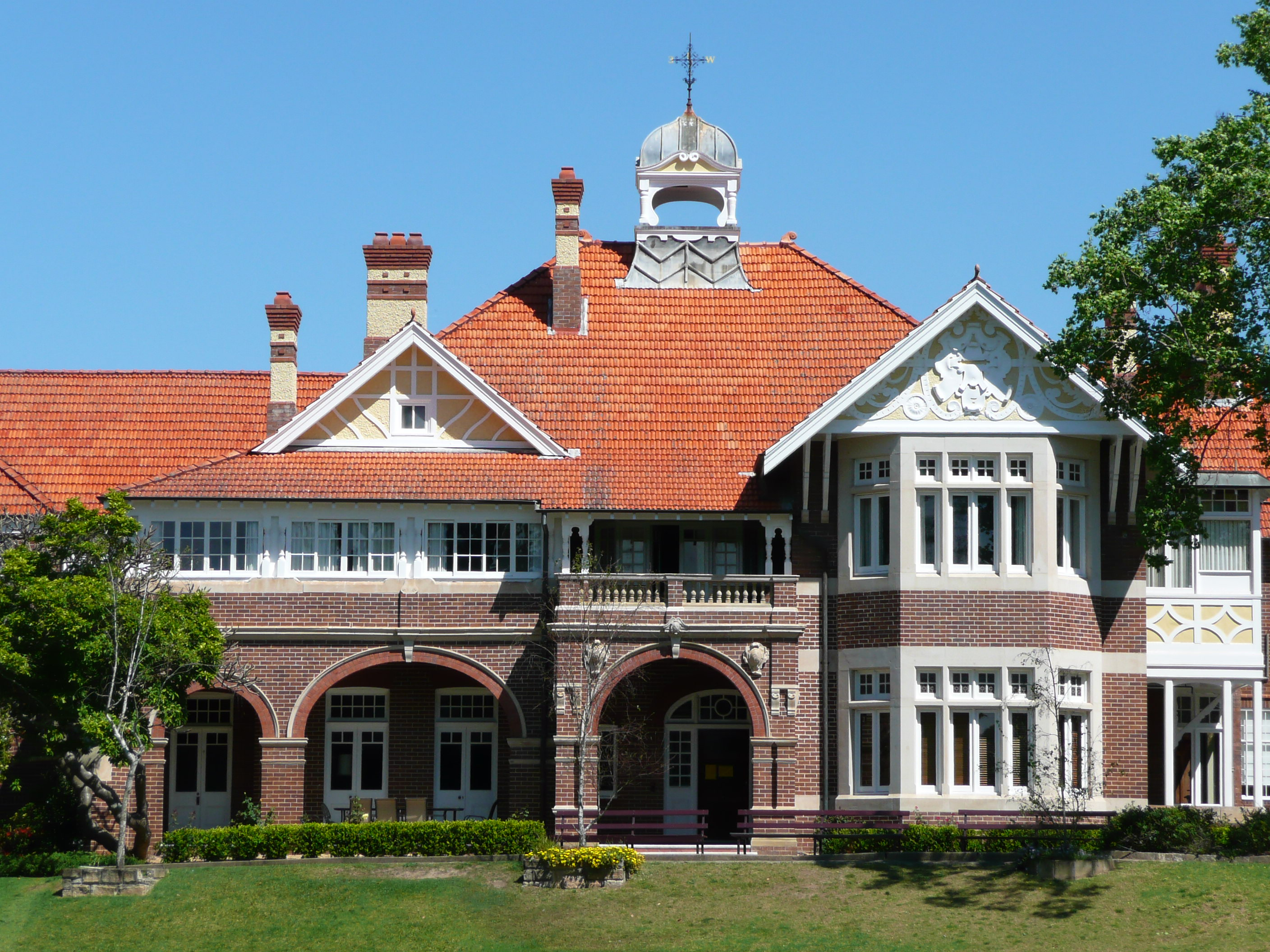
ノックス・グラマースクール（ウォールーンガ）

## 議会
ホーンズビー・シャイアの議会は、10人によって構成される。任期は4年。選挙区は3つで、それぞれの選挙区から3人が選出される。市長は、議員とは別個に選出される。最新の議会選挙は、2012年9月8日に実施された。オーストラリア自由党が6議席に加え、市長のSteve Russellもオーストラリア自由党のため、都合7議席となる。残り3議席は無所属が獲得した。